# Ivaylo Petkov
Ivailo Petkov (en búlgaro: Ивайло Петков; 24 de marzo de 1976) es un futbolista búlgaro, se desempeña principalmente como lateral izquierdo aunque también puede jugar de defensa central. Actualmente juega en el Litex Lovech.
- Datos: Q2423196
- Multimedia: Ivaylo Petkov / Q2423196